# Lummukka
Lummukka eller Lummukkajärvi är en sjö i Finland. Den ligger i kommunen Konnevesi i landskapet Mellersta Finland, i den centrala delen av landet, 280 km norr om huvudstaden Helsingfors. Lummukka ligger 99 meter över havet. Arean är 1,42 kvadratkilometer och strandlinjen är 10,58 kilometer lång. Sjön  ingår i Kymmene älvs huvudavrinningsområde. 